# Apollo Theater
L'Apollo Theater di New York è uno dei più famosi club musicali degli Stati Uniti ed il più noto al mondo per quanto riguarda gli spettacoli di musicisti afroamericani.
Il teatro è situato al 253 West della 125th Street di Harlem, Manhattan.

## Storia
L'Apollo Hall fu fondata all'incirca nel 1860 a Harlem, dal generale Edward Ferrero come luogo di danza e ballo. Dopo la morte del fondatore, nel 1872 l'edificio divenne un teatro, che però dovette chiudere agli inizi del Novecento.
L'Apollo Theater fu rifondato nel 1913 da varie famiglie ebraiche come centro per esibizioni di attori comici. Nel 1928 Bill Minsky trasformò il teatro in un centro musicale e nel 1934 esso aprì definitivamente agli artisti afroamericani con il famoso show Jazz a la Carte.
Il locale lanciò artisti come Ella Fitzgerald, Billie Holiday, James Brown, Dionne Warwick, Gladys Knight, Michael Jackson e The Jackson 5, Lauryn Hill e Sarah Vaughan (che Billy Eckstine sentì per la prima volta e la fece ingaggiare dalla band di Earl "Fatha" Hines).
L'Apollo ospitò anche Tim Moore, Stepin Fetchit, Pigmeat Markham, Moms Mabley, Marshall "Garbage" Rogers e Johnny Lee.
Negli anni sessanta e negli anni settanta il club subì un pesante declino, ma si rinvigorì nel 1983 grazie a nuovi fondi. Riaprì completamente nel 1985 e nel 1991 fu acquistato dalla città di New York, che lo diede in gestione alla "Apollo Theater Foundation Inc.".